# Šareni majstor
„Šareni majstor“ (Italija (?), južna Europa, djeluje u Istri i Sloveniji potkraj XV. stoljeća) anonimni je hrvatski kasnogotički slikar i kipar. „Šareni majstor“ je majstor istarskog prostora, po količini i raznovrsnosti radova najučestaliji kasnogotički istarski umjetnik.

## Životopis
O ovom misterioznom umjetniku vrlo se malo zna. Točno vrijeme i mjesto njegova rođenja i smrti nepoznati su, no pretpostavlja se da dolazi iz južne Europe, vjerojatno iz Italije.                                                                                                                  Ime „Šareni majstor“  dobio je zbog živih i plamenih boja koje je koristio. Njegova paleta boja naziva se još i duginim bojama. Nije bio ograničen na samo jedno područje u umjetnosti; radio je freske, ikone, grbove feudalaca, crkvene zastave i škrinje, a neki mu autori pripisuju i nekoliko skulptura. Branko Fučić prvi je uočio određene poveznice kroz stilske karakteristike i pripisao taj opus anonimnom umjetniku pod imenom „Šareni Majstor“.

## Stilske značajke
Umjetnikov rad karakteriziraju neke zajedničke stilske karakteristike koje primjenjuje u svojim djelima te ga pomoću toga prepoznajemo. Jedna je od tih karakteristika uokvirivanje svakog oslikanog polja bordurama koje su utisnute potezima kista preko probušenih šablona. Krase ih ukrasni motivi karakteristični za kasnogotičku umjetnost. To su „povijuše“ – spirale akantusovog lišća koje se ovijaju oko štapa. Pored njih su i biljni motivi otisnuti crnom bojom na pozadini koja se, poput duge, prelijeva od crvene na bijelu i zelenu boju.
Za figure likova umjetnik upotrebljava vapneno bjelilo te zlatnožuti oker, crvenu, zelenu i ljubičastu boju. Te su boje žarke i čiste, a lica svetaca idealizirana. Nabori na odjeći odaju dvostruki utjecaj: mirni, paralelni i okomiti nabori utjecaj su Italije, a pretjerano gužvanje u kompleksnim vijugama utjecaj je sjeverne kontinentalne kasne gotike.
Analiza opusa pokazuje prepletanje mletačkih i srednjoeuropskih utjecaja, istaknutu uporabu tople skale boja (žuta-narančasta-crvena) i naglašenu dekorativnost, što sve upućuje na prostor Furlanije, Posočja i Istre te na zaključak da je „Šareni Majstor“ domaći slikar.
Majstor je poznavao slike velikih majstora iz Nizozemske, Njemačke i Austrije iz precrtanih listova drvoreza i bakroreza te nije čudno da su na njega ostavile znatan utjecaj. Ti kruti i oštri nabori rezultat su upravo tog precrtavanja na grafički medij.

## Galerija djela
- freska „Šarenoga majstora“ iz XV. stoljeća, nad ulazom u crkvu sv. Marije od Lakuća u Dvigradu, Istra
- freska „Šarenoga majstora“ iz XV. stoljeća, s prikazom sv. Sebastijana i sv. Roka, u crkvi sv. Marije u Dvigradu, Istra
- freske „Šarenoga majstora“ iz XV. stoljeća, u crkvi sv. Marije od Lakuća u Dvigradu, Istra
- freska „Šarenoga majstora“ iz XV. stoljeća, iz crkve sv. Antuna opata u Dvigradu, Istra
- zidne slike „Šarenoga majstora“ iz kapele sv. Antuna opata u Dvigradu, Istra
- skulptura „Šarenoga majstora“ iz kapele sv. Antuna opata u Dvigradu, Istra

## Djela
Branko Fučić je u opus „Šarenog majstora“ uvrstio zidne slike u Sv. Mariji od Lakuća, Sv. Antunu Pustinjaku kraj Dvigrada, zidne slike sjevernog broda i donjeg niza južnog broda u Maloj Gospi u Oprtlju, zidne slike u donjem dijelu prezbiterija župne crkve sv. Jurja u Lovranu, u Sv. Jerneju u Seničnom, Sv. Lenartu u Bregu kraj Preddvora, u Ladji kraj Medvoda i u samostanskoj crkvi sv. Danijela u Celju. Fučić mu je pripisao i tri skulpture: sv. Antuna u Dvigradu, Bl. Djevice Marije s djetetom u Oprtlju i Bl. Djevice Marije s djetetom u Lokvi kraj Divače.

U Svetoj Mariji od Lakuća naslikao je okrunjenu Bogorodicu kao zaštitnicu s plaštom, pod kojim skuplja i štiti klečeću braću i sestre, članove njene bratovštine. U unutrašnjosti nije oslikao cijelu crkvu, nego samo svetište. U apsidi je prikazan Krist u slavi. On sjedi na prijestolju, okružen tetramorfom i kozmičkim znakovima sunca i mjeseca. Srednji pojas apside zauzimaju apostoli kao stupovi crkve. U gornjem je dijelu trijumfalnog luka prikazano Navještenje, uobičajeni motiv na tom položaju u oslikanim istarskim crkvama. Navještenje, kao događaj koji opisuje Kristovo začeće u utrobi Djevice ima istaknuto mjesto u crkvama jer je imalo važno značenje za tadašnje društvo; prema spisima Svetog Bede Časnog ljudi su vjerovali da je Navještenje početak spasenja. Ispod Navještenja i na bočnim zidovima prikazani su životi svetaca koji su se osobito štovali u Dvigradu. Vidimo sv. Uršulu u pratnji svetih djevica-mučenica, sv. Lovru s roštiljem te sv. Roka i sv. Sebastijana, zaštitnike od kuge i epidemija koje su harale Istrom. Iznad Navještenja prikazan je susret dviju trudnica: sv. Elizabete i sv. Marije, te rođenje Kristovo.
Njegov rad je vidljiv i u crkvi sv. Antona Pustinjaka kraj Dvigrada. Ponovno ga prepoznajemo po šarenim živim bojama, mesnatim licima te po oblicima nabora i uokvirivanju oslikanih polja u stilu mletačke gotike. Tu je naslikao poliptih koji u četiri polja prikazuje nepoznatog opata sa štapom u ruci, Djevicu s djetetom, ponovno nepoznatog sveca, te sv. Martina s prosjakom. Središnje počasno polje danas je prazno, a prije ga je krasio majstorov obojeni drveni kip sv. Antona.
„Rukopis“„Šarenoga majstora“ prepoznaje se i u crkvi Male Gospe u Oprtlju, gdje je naslikao freske na sjevernom brodu i donjem nizu južnog broda. Tu je naslikao 23 narančasta-ljubičasta-zelena polja s prizorima iz Kristova života od Krštenja do Uzašašća, te 4 prizora iz Bogorodičina života, od njene smrti do Krunjenja. Napravio je i drveni kip Bogorodice koji se nalazi na oltaru.
U župnoj crkvi sv. Jurja u Lovranu naslikao je Navještenje povrh trijumfalnog luka i polja u donjem redu na zidovima u prezbiteriju. U njima je prikazano mučenje sv. Jurja onako kako je opisano u Zlatnoj legendi. Neobične su jedino mirnije, zagasitije boje koje nisu uobičajena majstorova karakteristika. Razlog je tomu korištenje boja koje je imao na raspolaganju, a koje su bile drugačije od prijašnjih. Primjećujemo i da su pozadine oslikane tamno, gotovo crno.
U tadašnje vrijeme bilo je uobičajeno da majstori putuju i izrađuju svoja djela izvan svog zavičaja. Tako djelo majstora prepoznajemo i u Sloveniji, u freski na pročelju crkve sv. Lenarta u Bregu ob Kokri u Kranjskoj. Naslikao je prizor sv. Lovre kako oslobađa zatvorenika. Na drvenom stropu su oslikana polja iz Bogorodičina života. Na ovome je primjeru vidljivo da je majstor upotrebljavao i temperu na drvenim daskama. Naslikao je i freske u mjestu Ladja kraj Medvoda, također u Kranjskoj, no one nisu sačuvane. Radio je i u slovenskoj pokrajini Celje, u samostanskoj crkvi sv. Danijela.

## Vanjske poveznice
- Istarske freske.pdf[neaktivna poveznica]